# Bonifacio de Blas
Bonifacio de Blas y Muñoz (Villacastín, 14 de mayo de 1829-Madrid, 2 de abril de 1878) fue un político y diplomático decimonónico español, ministro de Estado durante el reinado de Amadeo I.

## Biografía
Nacido el 14 de mayo de 1829 en la localidad segoviana de Villacastín, se licenció en Derecho Civil y Canónico en la Universidad Central.
Ejerció de ministro plenipotenciario en los Países Bajos, cargo en el que cesó al ser electo diputado por Segovia en las Cortes Constituyentes de 1869; se mantendría como diputado hasta su renuncia en enero de 1870.
Durante el reinado de Amadeo I, desempeñó el cargo de ministro de Estado entre el 20 de noviembre de 1871 y el 20 de febrero de 1872, en sendos gabinetes presididos por José Malcampo y Monge y Práxedes Mateo Sagasta. En una gestión diplomática en Marruecos (1871) con el príncipe Muley-Abdallah dio pruebas de su habilidad como hombre público. Fue autor de Lecciones de Derecho Político ( A.P.) (vol.I, p.533).
Con la llegada de la Restauración borbónica ejercería de senador en las Cortes de la Restauración; entre 1876 y 1877 por la provincia de La Coruña y desde 1877 como senador vitalicio.
Falleció el 2 de abril de 1878 en Madrid.